# Cathédrale Saint-Pierre de Belleville
Pour les articles homonymes, voir Cathédrale Saint-Pierre.
La cathédrale Saint-Pierre de Belleville (cathedral of Saint Peter) est l'église-mère du diocèse de Belleville aux États-Unis, suffragant de l'archidiocèse de Chicago dans l'Illinois. La cathédrale est placée sous le vocable de saint Pierre Apôtre. Son architecture s'inspire de la cathédrale d'Exeter en Angleterre. C'est l'église la plus grande de l'Illinois.

## Histoire
La paroisse est fondée en 1842 avec une église construite plus à l'est de l'édifice actuel et dédiée d'abord à l'apôtre Barnabé, puis en 1847 à l'apôtre Pierre. En 1863, la communauté paroissiale décide de la construction d'un édifice plus grand à cause de l'augmentation de la population qui est à l'époque majoritairement d'origine germanophone. Cette nouvelle église de pierre est dédicacée et consacrée en 1866.
Le nouveau diocèse de Belleville est érigé en 1887 par Léon XIII et c'est cette église qui est choisie comme cathédrale.
Le 4 janvier 1912, un incendie démarre par la toiture et endommage gravement la cathédrale. Seuls la structure de briques et le clocher sont encore debout après la catastrophe. Elle est reconstruite dans le style gothique de la cathédrale d'Exeter. Ses vitraux sont d'inspiration gothique. En 1956, ses murs sont recouverts d'un revêtement de pierre. En 1966, la cathédrale est agrandie du côté sud, ce qui porte sa capacité d'accueil à 1 270 personnes. L'intérieur est dépouillé en 1968 d'une grande partie de son décor néogothique à cause d'une interprétation radicale des mesures post-conciliaires, mais en 2012 la chaire et le baldaquin d'origine lui sont restitués pour marquer le centenaire de sa reconstruction. 
L'orgue date de 1968. Il est issu de la maison M. P. Möller. On lui a ajouté une seconde console avec quatre rangées de tuyaux.
Mgr Zuroweste (1901-1987), ancien évêque de Belleville, y est enterré.

### Article lié
- Liste des cathédrales des États-Unis